# Lancer du poids masculin à la Ligue de diamant 2011
Le concours du lancer du poids masculin de la Ligue de diamant 2011 se déroule du 6 mai au 16 septembre 2011. La compétition fait successivement étape à Doha, Rome, Lausanne, Birmingham, Monaco et Zurich, la finale ayant lieu à Bruxelles peu après les Championnats du monde de Daegu.

## Calendrier
| Date              | Meeting                         | Ville      | Pays        |
| ----------------- | ------------------------------- | ---------- | ----------- |
| 6 mai 2011        | Qatar Athletic Super Grand Prix | Doha       | Qatar       |
| 26 mai 2011       | Golden Gala                     | Rome       | Italie      |
| 30 juin 2011      | Athletissima                    | Lausanne   | Suisse      |
| 10 juillet 2011   | Aviva Birmingham Grand Prix     | Birmingham | Royaume-Uni |
| 22 juillet 2011   | Meeting Herculis                | Monaco     | Monaco      |
| 7 septembre 2011  | Weltklasse                      | Zurich     | Suisse      |
| 16 septembre 2011 | Mémorial Van Damme              | Bruxelles  | Belgique    |

## Résultats
| Date | Meeting    | 1er                             | 1er   | 2e                              | 2e    | 3e                         | 3e    |
| --- | ---------- | ------------------------------- | ----- | ------------------------------- | ----- | -------------------------- | ----- |
| 6 mai 2011 | Doha       | Dylan Armstrong 21,38 m         | 4 pts | Reese Hoffa 21,27 m             | 2 pts | Ryan Whiting 21,23 m (SB)  | 1 pt  |
| 26 mai 2011 | Rome       | Dylan Armstrong 21,60 m         | 4 pts | Tomasz Majewski 21,20 m (SB)    | 2 pts | Reese Hoffa 21,13 m        | 1 pt  |
| 30 juin 2011 | Lausanne   | Christian Cantwell 21,83 m (MR) | 4 pts | Ryan Whiting 21,76 m (SB)       | 2 pts | Tomasz Majewski 21,55 m    | 1 pt  |
| 10 juillet 2011 | Birmingham | Dylan Armstrong 21,55 m         | 4 pts | Tomasz Majewski 20,90 m         | 2 pts | Christian Cantwell 20,86 m | 1 pt  |
| 22 juillet 2011 | Monaco     | Reese Hoffa 21,25 m (MR)        | 4 pts | Christian Cantwell 21,23 m      | 2 pts | Dylan Armstrong 20,98 m    | 1 pt  |
| 7 septembre 2011 | Zurich     | Dylan Armstrong 21,63 m         | 4 pts | Ryan Whiting 21,52 m            | 2 pts | Reese Hoffa 21,39 m        | 1 pt  |
| 16 septembre 2011 | Bruxelles  | Reese Hoffa 22,09 m (SB)        | 8 pts | Christian Cantwell 22,07 m (SB) | 4 pts | Andrei Mikhnevich 21,56 m  | 2 pts |
| Records et Performances - AR : Record continental (area record) - CR : Record des championnats (championship record) - MR : Record du meeting (meet record) - NR : Record national (national record) - OR : Record olympique (olympic record) - PR : Record paralympique (paralympic record) - PB : Record personnel (personal best) - SB : Meilleure performance personnelle de la saison (season's best) - WL : Meilleure performance mondiale de l'année (world leader) - WJR : Record du monde junior (world junior record) - WR : Record du monde (world record) Circonstances et Conditions - DNF : N'a pas terminé (did not finish) - DNS : N'a pas pris le départ (did not start) - DQ : Disqualification (disqualification) - NM : Aucun essai valable enregistré (No Mark) - Q : Qualifié « directement » au prochain tour (ou à la prochaine compétition), lors d'une compétition majeure, grâce au classement ou à la réalisation des minima (automatic qualifier) - q : Qualifié au prochain tour (ou à la prochaine compétition), lors d'une compétition majeure, grâce au repêchage ou à la réalisation de l'une des meilleures performances parmi celles des « non qualifiés directement » (grâce au meilleur temps ou à la meilleure distance par exemple) (secondary qualifier) |            |                                 |       |                                 |       |                            |       |

## Classement général
- Classement final[1] :

| Rang | Athlète                      | Points |
| ---- | ---------------------------- | ------ |
| 1    | Dylan Armstrong              | 17     |
| 2    | Reese Hoffa                  | 16     |
| 3    | Christian Cantwell           | 11     |
| 4    | Tomasz Majewski Ryan Whiting | 5      |